# بندزنی خودکار نواری

ترسیم یک حامل بندزنی خودکار نواری و تعاریف قسمت‌های مختلف مجموعه TAB.

بندزنی خودکار نواری (به انگلیسی: Tape-automated bonding) (TAB) فرآیندی است که تراشه‌های نیم‌رسانای لخت (دای‌ها) را مانند مدارهای مجتمع روی یک بُرد مدار انعطاف‌پذیر (FPC) با پیوست‌کردن آن‌ها به رساناهای ظریف در یک حامل فیلم پلی‌آمید یا پلی‌اِمید (مانند نام‌های تجاری Kapton یا UPILEX) قرار می‌دهد. این اف‌پی‌سی با دای(ها) (بندزنی سَری داخلی TAB, ILB) را می‌توان بر روی سیستم یا برد ماژول نصب کرد یا در داخل یک بسته (به انگلیسی: package) مونتاژ کرد (بندزنی سَری بیرونی TAB, OLB). به‌طور معمول اف‌پی‌سی شامل یک تا سه لایه رسانشی است و تمام ورودی‌ها و خروجی‌های دای نیم‌رسانا در طول بندزنی TAB به‌طور همزمان متصل می‌شوند. بندزنی خودکار نواری یکی از روش‌های مورد نیاز برای دستیابی به مونتاژ تراشه-بر-خم‌شو (COF) است و یکی از اولین روش‌های پردازش پیچ‌درپیچ (همچنین R2R، حلقه-به-حلقه نیز نامیده می‌شود) در تولید الکترونیک است.